# Championnats d'Europe de boxe amateur 2024
La 45e édition des Championnats d'Europe de boxe amateur a lieu à la Hala Pionir de Belgrade en Serbie, du 15 au 29 avril 2024.
C'est la première fois que les championnats réunissent la compétition masculine et la compétition féminine.

## Organisation
| Rang | Prime    |
| ---- | -------- |
| 1er  | 15 000 $ |
| 2e   | 10 000 $ |
| 3e   | 5 000 $  |
| 5e   | 1 000 $  |

## Médaillés

### Hommes
| Épreuve                      | Or                           | Argent                     | Bronze                     |
| ---------------------------- | ---------------------------- | -------------------------- | -------------------------- |
| Poids pailles (-48 kg)       | Edmond Khudoian (RUS)        | Baregham Harutyunyan (ARM) | Rade Joksimović (SRB)      |
| Poids pailles (-48 kg)       | Edmond Khudoian (RUS)        | Baregham Harutyunyan (ARM) | Ergyunal Sebahtin (BUL)    |
| Poids mouches (-51 kg)       | Samet Gümüş (TUR)            | Attila Bernáth (HUN)       | Rafael Lozano Serano (ESP) |
| Poids mouches (-51 kg)       | Samet Gümüş (TUR)            | Attila Bernáth (HUN)       | Omer Ametović (SRB)        |
| Poids coqs (-54 kg)          | Dmitrii Dvali (RUS)          | Billal Bennama (FRA)       | Gábor Virbán (HUN)         |
| Poids coqs (-54 kg)          | Dmitrii Dvali (RUS)          | Billal Bennama (FRA)       | Yasen Radev (BUL)          |
| Poids plumes (-57 kg)        | Eduard Savvin (RUS)          | Javier Ibáñez (BUL)        | Samuel Kistohurry (FRA)    |
| Poids plumes (-57 kg)        | Eduard Savvin (RUS)          | Javier Ibáñez (BUL)        | Artur Bazeyan (ARM)        |
| Poids légers (-60 kg)        | Vsevolod Shumkov (RUS)       | Radoslav Rosenov (BUL)     | Artur Sahakyan (ARM)       |
| Poids légers (-60 kg)        | Vsevolod Shumkov (RUS)       | Radoslav Rosenov (BUL)     | Tomislav Đinović (MNE)     |
| Poids super-légers (-63 kg)  | Gabil Mamedov (RUS)          | Alexandru Paraschiv (MDA)  | Richárd Kovács (HUN)       |
| Poids super-légers (-63 kg)  | Gabil Mamedov (RUS)          | Alexandru Paraschiv (MDA)  | Malik Hasanov (AZE)        |
| Poids welters (-67 kg)       | Tarkhan Idigov (RUS)         | Lasha Guruli (GEO)         | Vahid Abasov (SRB)         |
| Poids welters (-67 kg)       | Tarkhan Idigov (RUS)         | Lasha Guruli (GEO)         | Ararat Harutyunyan (ARM)   |
| Poids super-welters (-71 kg) | Jovan Nikolić (SRB)          | Eskerkhan Madiev (GEO)     | Vasile Cebotari (MDA)      |
| Poids super-welters (-71 kg) | Jovan Nikolić (SRB)          | Eskerkhan Madiev (GEO)     | Tuğrulhan Erdemir (TUR)    |
| Poids moyens (-75 kg)        | Rami Mofid Kiwan (BUL)       | Dzhambulat Bizhamov (RUS)  | Remo Salvati (ITA)         |
| Poids moyens (-75 kg)        | Rami Mofid Kiwan (BUL)       | Dzhambulat Bizhamov (RUS)  | Almir Memić (SRB)          |
| Poids mi-lourds (-80 kg)     | Gabrijel Veočić (CRO)        | Rastko Simić (SRB)         | Savelii Sadoma (RUS)       |
| Poids mi-lourds (-80 kg)     | Gabrijel Veočić (CRO)        | Rastko Simić (SRB)         | Yojerlin César (FRA)       |
| Poids lourds-légers (-86 kg) | Sharabutdin Ataev (RUS)      | Aliaksei Alfiorau (BLR)    | Veljko Ražnatović (SRB)    |
| Poids lourds-légers (-86 kg) | Sharabutdin Ataev (RUS)      | Aliaksei Alfiorau (BLR)    | Vincenzo Lizzi (ITA)       |
| Poids lourds (-91 kg)        | Muslim Gadzhimagomedov (RUS) | Narek Manasyan (ARM)       | Sadam Magomedov (SRB)      |
| Poids lourds (-91 kg)        | Muslim Gadzhimagomedov (RUS) | Narek Manasyan (ARM)       | Loren Alfonso (AZE)        |
| Poids super-lourds (+91 kg)  | Ayoub Ghadfa (ESP)           | Dušan Veletić (SRB)        | Yordan Hernández (BUL)     |
| Poids super-lourds (+91 kg)  | Ayoub Ghadfa (ESP)           | Dušan Veletić (SRB)        | Luka Pratljačić (CRO)      |

### Femmes
| Épreuve                      | Or                        | Argent                     | Bronze                   |
| ---------------------------- | ------------------------- | -------------------------- | ------------------------ |
| Poids pailles (-48 kg)       | Iuliia Chumgalakova (RUS) | Kristina Nad Varga (SRB)   | Sevda Asenova (BUL)      |
| Poids pailles (-48 kg)       | Iuliia Chumgalakova (RUS) | Kristina Nad Varga (SRB)   | Giovanna Marchese (ITA)  |
| Poids mi-mouches (-50 kg)    | Shannon Sweeney (IRL)     | Zlatislava Chukanova (BUL) | Anush Grigoryan (ARM)    |
| Poids mi-mouches (-50 kg)    | Shannon Sweeney (IRL)     | Zlatislava Chukanova (BUL) | Nina Radovanović (SRB)   |
| Poids mouches (-52 kg)       | Buse Naz Çakıroğlu (TUR)  | Anastasiia Kool (RUS)      | Dragana Jovanović (SRB)  |
| Poids mouches (-52 kg)       | Buse Naz Çakıroğlu (TUR)  | Anastasiia Kool (RUS)      | Venelina Poptoleva (BUL) |
| Poids coqs (-54 kg)          | Sara Ćirković (SRB)       | Lăcrămioara Perijoc (ROU)  | Hanna Lakotár (HUN)      |
| Poids coqs (-54 kg)          | Sara Ćirković (SRB)       | Lăcrămioara Perijoc (ROU)  | Niamh Fay (IRL)          |
| Poids plumes (-57 kg)        | Svetlana Staneva (BUL)    | Daria Abramova (RUS)       | Claudia Nechita (ROU)    |
| Poids plumes (-57 kg)        | Svetlana Staneva (BUL)    | Daria Abramova (RUS)       | Anđela Branković (SRB)   |
| Poids légers (-60 kg)        | Natalia Shadrina (SRB)    | Nune Asatrian (RUS)        | Natalia Shadrina (SRB)   |
| Poids légers (-60 kg)        | Natalia Shadrina (SRB)    | Nune Asatrian (RUS)        | Ana Starovoitova (LTU)   |
| Poids super-légers (-63 kg)  | Kristina Kaluhova (SRB)   | Elena Babicheva (RUS)      | Aslahan Mehmedova (BUL)  |
| Poids super-légers (-63 kg)  | Kristina Kaluhova (SRB)   | Elena Babicheva (RUS)      | Tamara Kubalová (SVK)    |
| Poids welters (-66 kg)       | Busenaz Sürmeneli (TUR)   | Albina Moldazhanova (RUS)  | Milena Matović (SRB)     |
| Poids welters (-66 kg)       | Busenaz Sürmeneli (TUR)   | Albina Moldazhanova (RUS)  | Jessica Triebeľová (SVK) |
| Poids super-welters (-70 kg) | Darima Sandakova (RUS)    | Regina Lakos (HUN)         | Ani Hovsepyan (ARM)      |
| Poids super-welters (-70 kg) | Darima Sandakova (RUS)    | Regina Lakos (HUN)         | Aryna Danilchyk (BLR)    |
| Poids moyens (-75 kg)        | Aoife O'Rourke (IRL)      | Anastasiia Shamonova (RUS) | Büşra Işıldar (TUR)      |
| Poids moyens (-75 kg)        | Aoife O'Rourke (IRL)      | Anastasiia Shamonova (RUS) | Nikolina Gajić (SRB)     |
| Poids mi-lourds (-81 kg)     | Elena Gapeshina (RUS)     | Lucija Bilobrk (CRO)       | Elma Hajrović (SRB)      |
| Poids mi-lourds (-81 kg)     | Elena Gapeshina (RUS)     | Lucija Bilobrk (CRO)       | Victoriya Kebikava (BLR) |
| Poids lourds (-81 kg)        | Daria Kozorez (MDA)       | Kristina Tkacheva (RUS)    | Réka Hoffmann (HUN)      |
| Poids lourds (-81 kg)        | Daria Kozorez (MDA)       | Kristina Tkacheva (RUS)    | Sara Miljković (SRB)     |

## Tableau des médailles
Légende
 *  Pays organisateur 
| Rang  | Nation | Or | Argent | Bronze | Total |
| ----- | ------ | -- | ------ | ------ | ----- |
| 1     |        |    |        |        |       |
| Total | Total  | '  | '      | '      | '     |